# 認定校制度
認定校制度（にんていこうせいど）は、教育機関の質を保証（認定、アクレディテーション）する制度である。通常は高等教育機関を対象とし、認定を受けた教育機関のみが学位を発行することができる。

## 概要
日本をはじめとする多くの国では政府（教育行政担当の中央省庁、日本の場合は文部科学省）が直接大学を認定する制度を採用しているが、米国等では、政府が民間かつ非営利の認定団体を認定し、認定団体が大学を認定するという制度が採用されている。大学などの高等教育機関の設立は、州政府に認可申請を行うことにより、州政府の設立「認可」を受けなければならない。
この認可の更新は報告書を当該校がまとめ、その審査が州政府、もしくはその外郭団体により行われる。たいていの州においては3年毎に行われている。ただし、これらの設立が「認定」されただけの学校の履修単位は、他大学との単位の互換性をaccreditation「認定」を受けた大学からは通常認められていない。また、「認可」のみの大学には留学生ビサが認められておらず、連邦政府が行っている学生ローン（日本の奨学金とは異なり、政府保証による学生のためのローン、大多数の学生が実際上利用している）も与えられることはない。
他大学との単位の互換性を得、学生ローンが得られ、学生ビザ取得手続きを行うことができるようになるには、認定協会のaccreditation「認定」が必要である。「認定協会」は、連邦政府に認定協会として認定される必要がある。認定協会の役割は、相互に向上するための助言にある。このため、類似もしくはまったく類似していない、また利害関係のない、または少ない複数の他大学からの現地視察団が構成され、対象教育機関の視察を行う。その後、提出されている対象教育機関による報告書をもとに良い点、改良すべき点の助言をまとめた書類が作成され、対象教育機関にとどけられる。
認定協会による委員会が行われ、対象教育機関代表者に対する質疑応答があり、その後、認定協会から、認定するか否かの通知が届けられる。重大な欠点がある場合には、その改善を行わないと「認定」が取り消されることがある。医学部など、かなり特殊分野のものは、一般の認定協会とは異なるので、全米的な専門の認定機関がある。地域的な認定協会とは、その認定協会に加盟している教育機関がその地域に偏っているということである。したがって、全国的な専門職種的認定機関と、地域的な一般的内容の認定機関とが存在している。

## 非認定大学

### 米国
米国などには非認定の大学が多く存在していることが従来から知られている。非認定の大学の実態は様々であり、当初は非認定だったところが正式に認定される事例もあるが、ディプロマミルあるいはディグリーミル (degree mill) と呼ばれる、「学位」をビジネスとして利用する組織も多数存在する。政府公認の認定団体に認可されていない大学を卒業しても、博士、修士、学士といった学位は公に通用しないことが多い。従ってこれら大学が授与する学位は、学会の入会要件などにはまず用いることができないことはもちろん、オレゴン州やミシガン州、テキサス州、メイン州などでは、非認定大学の学位を公的な場で用いることは原則として禁じられている。
また、認定校とされる組織においても、実際は公に認められていない認定団体(実在・架空含む)が認定しているケースも存在する。したがって、ディプロマミルによる被害を回避するためには、その組織の認定団体をあらかじめ調査することが重要であるといえよう。カリフォルニア州には独自の認可制度があり、認定校と同様の権威があると主張していたが、連邦政府はこれを認めず、またオレゴン州はカリフォルニア州の制度のうち有効なものは一部のみとしている。その他、ディプロマミル同然のところを合法的に存在可能にしている様々な例外規定が各国にあるので、注意を要する。
職務上学位が必要だったアメリカ国務省職員が、気づかずにディプロマミルに学位認定を申請してしまい、取得した“学位”を認定却下される事態になった事もあるという。
州政府の高等教育委員会が承認した大学であり、かつ認定団体からのアクレデーションを得ている大学で、「ディプロマミル」としてではなく正規の課程に則って課業を積み、指導教授によって指導された博士論文を執筆して博士号を取得したものの、認定した団体が政府公認でない場合は非認定大学博士号となる。インターネットが普及する以前は、非認定団体の情報を収集することは困難であった。そのため、非認定校であることを気づかずに博士号を取得したものと信じて使用する大学教員も存在する。近年になり、こういった事態に気が付いた大学教員は、既にホームページや履歴書（研究開発支援総合ディレクトリ「ReaD」）から博士号を削除している。博士号の名の基に、既に出版された書籍などの回収は不可能なため、在庫の書籍については、廃棄をする手続きを進めている大学教員もいる。
イギリスのウェールズ大学が米国インディアナ州のトリニティ神学大学(en)と提携して学位を出していたが、同大学が非認定大学であるため米国内で問題となり、両大学は提携を解消した。日本でも、大学院設置基準外の企業が運営する「英国国立ウェールズ大学経営大学院MBA（日本語）プログラム」「英国国立ウェールズ大学大学院環境プログラム」を認証しており、抜け道的な学位ビジネスと見る向きもある。

#### 日本における海外の非認定学位の使用
日本においても大学教員による非認定学位の使用が問題となっており、2007年7月から文部科学省が実態調査を行った結果、約50名の大学教員が採用や昇任のための審査書類に非認定校の学位を記載していたことが判明している。中には私立大学の学長が非認定学位を使用していた例もあり、非認定学位の使用が明らかになった後に採用が取り消されたり、辞任に追い込まれる例も出てきている。

### 日本
2002年の学校教育法改正により高等教育機関の認証評価が法制化され、文部科学大臣の認証を受けた評価機関（認証評価機関）が、大学は7年以内ごと、専門職大学院は5年以内ごとに認証評価機関による大学適合評価を受けることが義務付けられた。不正入試を含む不祥事、大幅な定員割れ、教員不足等で「期限付適合」「保留」「不適合」となる大学も少なくない。
- 評価機関：大学基準協会[9]
  - 2022年12月8日時点
    - 大学
      - 適合以外の評価：49件（内訳：期限付適合6件、保留23件、不適合20件）
        - 愛知文教大学
        - 岩手医科大学
        - 宇都宮共和大学
        - 金沢医科大学
        - 北里大学
        - 神戸医療福祉大学
        - 順天堂大学
        - 聖マリアンナ医科大学（不適合：2回）
        - 第一薬科大学
        - 東京医科大学
        - 日本経済大学
        - 日本大学（不適合：2回）
        - 弘前学院大学
        - 福岡大学
        - 福知山公立大学
        - 福山大学
        - 身延山大学
        - 横浜薬科大学

    - 法科大学院
      - 適合以外の評価：21件（内訳：不適合21件）
        - 愛知学院大学法科大学院（不適合：2回）
        - 大阪学院大学法科大学院
        - 神奈川大学法科大学院
        - 関西大学法科大学院
        - 関東学院大学法科大学院（不適合：2回）
        - 甲南大学法科大学院（不適合：2回）
        - 中京大学法科大学院
        - 桐蔭横浜大学法科大学院（不適合：2回）
        - 東北学院大学法科大学院
        - 南山大学大学院法務研究科法務専攻
        - 日本大学法科大学院（不適合：2回）
        - 白鷗大学法科大学院（不適合：2回）
        - 法政大学法科大学院
        - 名城大学法科大学院（不適合：2回）

    - 専門職大学院（法科大学院除く）
      - 適合以外の評価：10件（内訳：不適合10件）
- 評価機関：大学改革支援・学位授与機構[10]
  - 2022年12月9日時点
    - 不適合評価なし
- 評価機関：日本高等教育評価機構[11]
  - 2021年度
    - 適合：55、不適合：1、計：56
      - 三育学院大学

    - 再評価
      - 実施なし

  - 2020年度
    - 適合：40、不適合：2、計：42
      - 種智院大学
      - 東北生活文化大学

    - 再評価
      - 適合：1、計：1

  - 2019年度
    - 適合：17、計：17
    - 再評価
      - 不適合：2、計：2
        - 上野学園大学
        - 北洋大学

  - 2018年度
    - 適合：14、保留：1、計：15
    - 再評価
      - 適合：2、不適合：1、計：3
        - 松蔭大学

  - 2017年度
    - 適合：75、不適合：1、保留：3、計：79
      - LEC東京リーガルマインド大学院大学

    - 再評価
      - 適合：5、計：5

  - 2016年度
    - 適合：77、保留：3、計：80
    - 再評価
      - 適合：1、計：1

  - 2015年度
    - 適合：63、保留：5、計：68
    - 再評価
      - 適合：1、計：1

  - 2014年度
    - 適合：61、不適合：1、保留：1、計：63
      - 保健医療経営大学

    - 再評価
      - 適合：1、計：1

  - 2013年度
    - 適合：28、不適合：1、保留：1、計：30
      - 神戸夙川学院大学

    - 再評価
      - 適合：7、計：7

  - 2012年度
    - 適合：13、計：13
    - 再評価
      - 認定：3、不認定：1、計：4
        - 愛国学園大学

  - 2011年度
    - 認定：13、計：13
    - 再評価
      - 認定：3、計：3

  - 2010年度
    - 認定：75、不認定：1、保留：9、計：85
      - 創造学園大学

    - 再評価
      - 認定：4、計：4

  - 2009年度
    - 認定：66、保留：5、計：71
    - 再評価
      - 認定：1、計：1

  - 2008年度
    - 認定：53、保留：5、計：58
    - 再評価
      - 実施なし

  - 2007年度
    - 認定：37、保留：1、計：38
    - 再評価
      - 実施なし

  - 2006年度
    - 認定：16、計：16
    - 再評価
      - 実施なし

  - 2005年度
    - 認定：4、計：4
    - 再評価
      - 実施なし
- 評価機関：大学教育質保証・評価センター[12]
  - 2021年度
    - 不適合評価なし（評価合計：5）

  - 2020年度
    - 不適合評価なし（評価合計：7）
- 評価機関：大学・短期大学基準協会[13]
  - 2022年12月9日時点
    - 4年制大学の評価実績なし

## 各国の高等教育における制度

### 米国
アメリカ合衆国の教育においては、全国を6地域に分けて設けられた地域アクレディテーション機関（regional accreditor）と、52の全国アクレディテーション機関（national accreditor）とが存在する。
地域と全国という用語から受ける印象とは反対に、このうち、地域機関は全国機関を上回る厳格な基準で認定を行っており、ハーバード大学、カリフォルニア大学ロサンゼルス校を始めとする有名大学は地域アクレディテーション機関による認定を受けている。
一方、全国的なアクレディテーション機関としては、遠隔教育訓練評議会（Distance Education and Training Council）やカイロプラクティック教育評議会（Council on Chiropractic Education）等があるが、これらの機関は主として職業教育を行う学校を対象としており、これらの機関の認定を受けた学校で取得した単位や学位は、地域アクレディテーション機関による認定を受けた大学では認められないことがある。

### オランダ
オランダの教育においてはAccreditation Organisation of the Netherlands and Flanders (NVAO)が存在し、オランダおよびフランドル地方における高等教育に対して認可を行う。

### ドイツ
ドイツの教育においては、1948年に旧西ドイツにて Standing Conference of the Ministers of Education and Cultural Affairs of the Länder in the Federal Republic of Germany (Kultusministerkonferenz, KMK)が設立された。KMKは継続教育および第3期の教育について品質開発を行っており、学士号および修士号プログラムについてはKMKの認定を受ける必要があった また1957年にはCouncil of Science and Humanities (Wissenschaftsrat)が設立され、これは民間・宗教系大学の認定を行う組織である。 2004年には、Foundation for the Accreditation of Study Programs in Germany やAccreditation Council (Akkreditierungsrat) が、KMKの後継として作られた。
現在では以下の認定団体が存在している
- AHPGS – Accreditation Agency for Study Programs in Special Education, Care, Health Sciences and Social Work
- AKAST – Agency for Quality Assurance and Accreditation of Canonical Study Programs
- ACQUIN – Accreditation, Certification and Quality Assurance Institute
- AQAS – Agency for Quality Assurance by Accreditation of Study Programs
- AQ Austria – Agency for Quality Assurance and Accreditation Austria
- ASIIN – Accreditation Agency for Degree Programs in Engineering, Informatics/Computer Science, the Natural Sciences and Mathematics
- evalag – Evaluation Agency Baden-Württemberg
- FIBAA – Foundation for International Business Administration Accreditation
- OAQ – Swiss Center of Accreditation and Quality Assurance in Higher Education
- ZEvA – Central Evaluation- and Accreditation Agency

### 日本
日本の高等教育機関は、従前は文部科学省（以前は文部省）による設立事前審査があるのみで、設立後はそれぞれの教育機関の自主性に委ねられてきた。しかし、それだけでは高等教育機関の質の担保としては不充分であるという議論が高まり、主としてアメリカ合衆国の制度をモデルとして、国公私の全ての大学、短期大学、高等専門学校は、定期的に、文部科学大臣の認証を受けた評価機関（認証評価機関）による評価（認証評価）を受けることとする制度が導入された。
この制度は学校教育法第109条に定められている。また、高等専門学校の認証評価については、「学校教育法」第123条において、大学に対する規定を準用することが定められている。
認証評価は、通常の高等教育機関は7年以内ごと、専門職大学院（法科大学院等）を置く大学は5年以内ごとに実施することが定められている。
ただし、日本の場合、認証評価によって不認定になったとしても、ただちにその教育機関が非正規のものとなったり、そこで発行された学位が無価値になるわけではない。当該教育機関には改善のための努力が要請されるとともに、次回の認証評価までの時間的余裕が与えられる。もちろん、認証評価によって不認定の判定が出た高等教育機関は社会からの信用が低下することによって学生募集に困難をきたし、結果として教育界からの退場を余儀なくされる可能性は高い。

#### 日本の認証評価機関
認証評価機関については、「学校教育法」第110〜112条に定められている。
2021年5月10日現在、文部科学大臣が認定する認証評価機関は次の通りである。
大学を対象とするもの
- 公益財団法人大学基準協会（平成16年8月31日認証）
- 独立行政法人大学改革支援・学位授与機構（平成17年1月14日認証）
- 公益財団法人日本高等教育評価機構（平成17年7月12日認証）
- 一般財団法人大学教育質保証・評価センター（令和元年8月21日認証）
- 一般財団法人大学・短期大学基準協会（令和2年3月30日認証）

短期大学を対象とするもの
- 一般財団法人大学・短期大学基準協会（平成17年1月14日認証）
- 公益財団法人大学基準協会（平成19年1月25日認証）
- 公益財団法人日本高等教育評価機構（平成21年9月4日認証）

高等専門学校を対象とするもの
- 独立行政法人大学改革支援・学位授与機構（平成17年7月12日認証）

専門職大学院を対象とするもの
- 法科大学院
  - 公益財団法人日弁連法務研究財団
  - 独立行政法人大学改革支援・学位授与機構
  - 公益財団法人大学基準協会
- 教職大学院、学校教育
  - 一般財団法人教員養成評価機構
- 臨床心理
  - 公益財団法人日本臨床心理士資格認定協会
- 6年制薬学教育
  - 一般社団法人薬学教育評価機構
- 経営（経営管理、技術経営、ファイナンス、経営情報）
  - 特定非営利活動法人ABEST（エーベスト）21
- 経営（経営学、経営管理、国際経営、会計、ファイナンス、技術経営）
  - 公益財団法人大学基準協会
- 会計
  - 特定非営利活動法人国際会計教育協会
- 助産
  - 特定非営利活動法人日本助産評価機構
- 公共政策
  - 公益財団法人大学基準協会
- ファッション・ビジネス
  - 公益財団法人日本高等教育評価機構
- 情報、創造技術、組込み技術、原子力
  - 一般社団法人日本技術者教育認定機構（JABEE）
- 公衆衛生
  - 公益財団法人大学基準協会
- 知的財産
  - 特定非営利活動法人ABEST21
  - 公益財団法人大学基準協会
- ビューティビジネス
  - 一般社団法人ビューティビジネス評価機構
- 環境・造園
  - 公益社団法人日本造園学会

### 香港
香港の教育では香港学術及職業資歷評審局（HKCAAVQ）が存在し、また香港資格フレームワーク（Qualifications Framework of Hong Kong, HKQF)が運営されている。